# Anche Chomanahalli, Kadur
Anche Chomanahalli là một làng thuộc tehsil Kadur, huyện Chikmagalur, bang Karnataka, Ấn Độ.